# 船帆座超新星殘骸

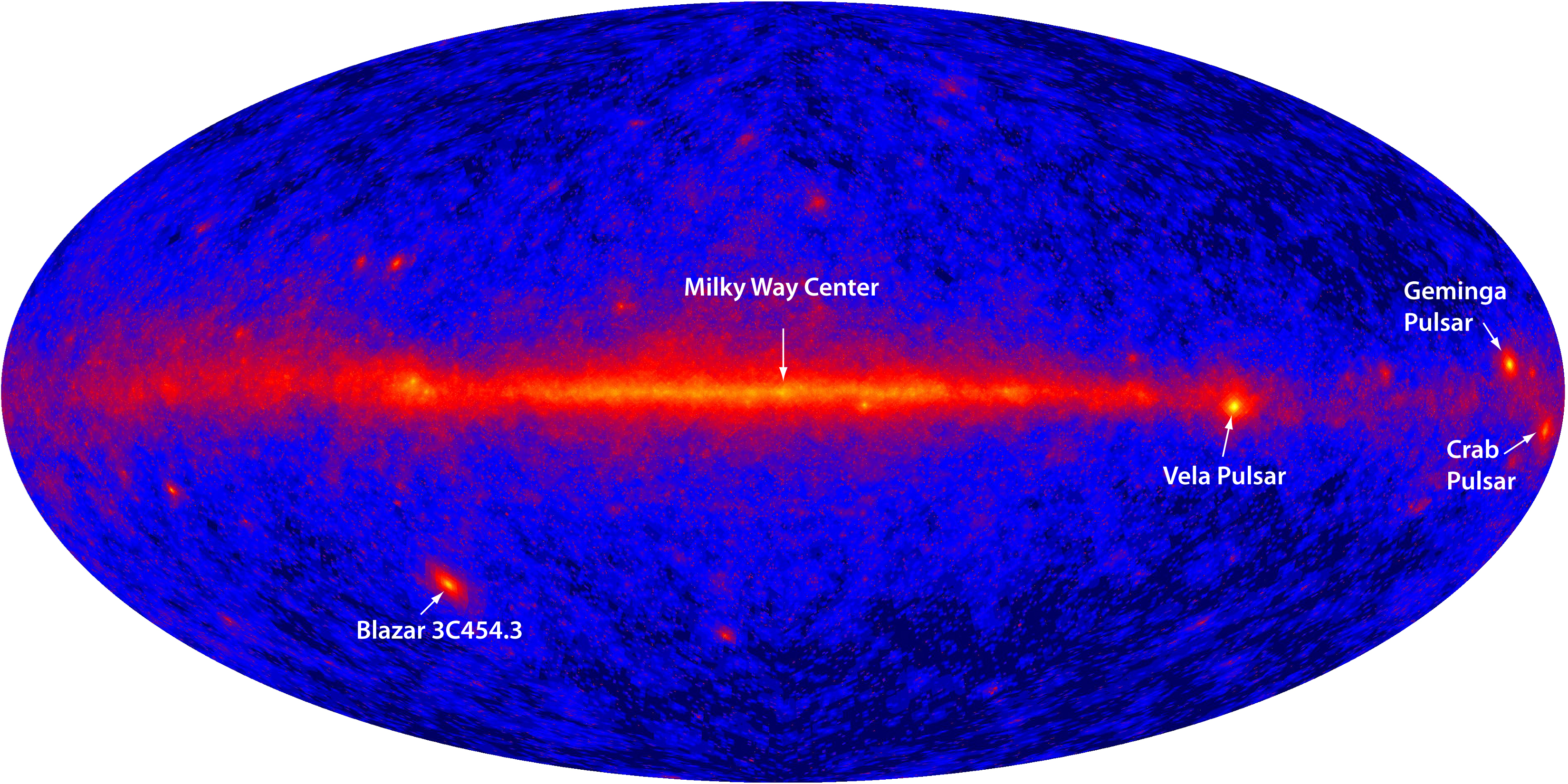
位於銀河中的船帆座。創建者:NASA/DOE/International LAT Team.

船帆座超新星殘骸是在南天船帆座內的一個超新星殘骸，它的來源是在11,000至12,300年前（距離800光年）爆炸的一顆超新星。在1968年，雪梨大學的天文學家發現了船帆座超新星殘骸和船帆座波霎，並且由直接的觀測證明超新星形成中子星。
船帆座超新星殘骸包括NGC 2736，它也與距離遠4倍的船尾座超新星殘骸重疊。船尾座和船帆座的超新星殘骸，兩者在X-射線天空中都是最大和最亮的。
船帆座超新星殘骸是我們所知最靠近地球的超新星殘骸之一。除了船帆座超新星殘骸以外，杰敏卡γ射线源波霎和1998年發現的超新星殘骸RX J0852.0-4622更接近地球，從我們的角度來看，這些天體位在船帆座殘骸的東南方。有些天文學家估計它們的距離只有200秒差距（大約是650光年），比船帆座殘骸更靠近我們。船帆座超新星殘骸似乎是最近才爆發的(數千年內)，因為該天體依然經由鈦-44的衰變輻射出γ射線。因為大部份波長都被船帆座的殘骸遮蓋掉，因此天文學家以前未能發現它。

## 外部連結
- APOD: June 12, 1996 - Vela Supernova Remnant in X-ray （页面存档备份，存于）
- The Vela Supernova Remnant
- APOD: July 13, 1997 - Vela Supernova Remnant in Optical （页面存档备份，存于）
- The Vela Supernova Remnant （页面存档备份，存于）
- APOD: 2007 February 13 - Vela Supernova Remnant in Visible Light （页面存档备份，存于）
- Bill Blair's Vela supernova Remnant page
- Vela Supernova Remnant - Wide-Field 1 Gigapixel Image （页面存档备份，存于）
- picutre: Vela Supernova Remnant - Google 搜索
- WikiSky上关于The Vela Supernova Remnant的内容：DSS2, SDSS, GALEX, IRAS, 氢α, X射线, 天文照片, 天图, 文章和图片